# Уилсон, Патрик
Па́трик Джо́зеф Уи́лсон (англ. Patrick Joseph Wilson; род. 3 июля 1973, Норфолк, Виргиния, США) — американский актёр и певец. Двукратный номинант на премию «Золотой глобус» (2004, 2016). В 2023 году дебютировал как режиссëр фильма «Астрал 5: Красная дверь».

## Биография
Родился 3 июля 1973 года в Норфолке, штат Виргиния, в семье Мэри Кей Уилсон — профессиональной певицы и преподавателя по постановке голоса — и Джона Уилсона — ведущего новостей на местном филиале канала Fox, WTVT в Тампе, штат Флорида. Также его отец был ведущим на канале WAVY в Портсмуте в Виргинии. Марк, брат Патрика, также ведущий и репортёр на канале WTVT в Тампе.
В 1995 году Уилсон окончил актёрский университет Carnegie Mellon по драматическому направлению. Первые шаги по выбранной специальности Уилсон сделал на театральных подмостках. В 2002 году он был удостоен номинации на знаменитую премию «Тони» за роль Кёрли Маклейн в постановке «Оклахома».
Работа на телевидении началась в 2001 году — Уилсон снялся в фильме «Свадьба моей сестры». Двумя годами позже кинокомпания HBO пригласила его на роль Джо Питта в мини-сериал «Ангелы в Америке». Наибольшую известность актёру принёс мюзикл «Призрак оперы», где Уилсону досталась одна из главных ролей Графа Рауля де Шаньи. В 2006 году Уилсон вместе с Кейт Уинслет снялся в фильме «Как малые дети», одноимённой экранизации романа Тома Перротты. В 2008 году он играл в Бродвейской постановке Артура Миллера «Все мои сыновья» вместе с Джоном Литгоу и Кэти Холмс. В 2011 году актёр снялся в фильме ужасов «Астрал». В этот же период Уилсон получил главную роль в сериале «Одаренный человек». Сериал просуществовал год — телеканал CBS принял решение ограничиться одним сезоном.

## Личная жизнь
18 июня 2005 года Уилсон женился на Дагмаре Доминчик— американской актрисе польского происхождения, выпускнице «Carnegie Mellon» (в 1995 году получила степень по драматическим искусствам; окончила обучение в 1998 году). 23 июня 2006 года у пары родился первый сын Кэлин Патрик Уилсон. В честь этого актёр сделал на руке татуировку KPW — по имени сына. 9 августа 2009 появился на свет второй сын — Кэссиан МакКаррелл Уилсон. В данный момент семья живёт в Монтклэр, Нью-Джерси.

## Фильмография
| Год       |   | Русское название                                | Оригинальное название                    | Роль                           |
| --------- | - | ----------------------------------------------- | ---------------------------------------- | ------------------------------ |
| 2003      | с | Ангелы в Америке                                | Angels In America                        | Джо Питт                       |
| 2004      | ф | Форт Аламо                                      | The Alamo                                | Полковник Уильям Трэвис        |
| 2004      | ф | Призрак оперы                                   | The Phantom Of The Opera                 | Граф Рауль де Шаньи            |
| 2005      | ф | Леденец                                         | Hard Candy                               | Джефф Кольвер                  |
| 2006      | ф | Как малые дети                                  | Little Children                          | Брэд Адамсон                   |
| 2006      | ф | На острой грани                                 | Running with Scissors                    | Майкл Шепард                   |
| 2007      | ф | Вечер                                           | Evening                                  | Хэррис Арден                   |
| 2007      | ф | Фиолетовые фиалки                               | Purple Violets                           | Брайан Каллахан                |
| 2007      | ф | Три брата: Американская готика                  | Brothers Three: An American Gothic       | Питер                          |
| 2008      | ф | Жизнь в полёте                                  | Life In Flight                           | Уилл Сэржент                   |
| 2008      | ф | Добро пожаловать в Лэйквью                      | Lakeview Terrace                         | Крис Мэттсон                   |
| 2008      | ф | Пассажиры                                       | Passengers                               | Эрик Кларк                     |
| 2009      | ф | Хранители                                       | Watchmen                                 | Дэн Драйберг/Ночная Сова       |
| 2010      | ф | Больше, чем друг                                | The Switch                               | Роланд                         |
| 2010      | ф | Доброе утро                                     | Morning Glory                            | Адам Беннет                    |
| 2010      | ф | Команда-А                                       | The A-Team                               | Линч                           |
| 2010      | ф | Всё к лучшему                                   | Barry Munday                             | Барри Мундэй                   |
| 2010      | ф | Астрал                                          | Insidious                                | Джош                           |
| 2011      | ф | Цена страсти                                    | The Ledge                                | Джо Харрис                     |
| 2011      | ф | Бедная богатая девочка                          | Young Adult                              | Бадди Слэйд                    |
| 2011—2012 | с | Одарённый человек                               | A Gifted Man                             | Майкл Холт                     |
| 2012—2013 | с | Девчонки                                        | Girls                                    | Джошуа                         |
| 2012      | ф | Прометей                                        | Prometheus                               | Отец Шоу                       |
| 2013      | ф | Заклятие                                        | The Conjuring                            | Эд Уоррен                      |
| 2013      | ф | Астрал: Глава 2                                 | Insidious: Chapter 2                     | Джош Ламберт                   |
| 2014      | ф | Джек Стронг                                     | Jack Strong                              | Дэниел                         |
| 2013      | ф | Космическая станция 76                          | Space Station 76                         | капитан Гленн                  |
| 2014      | ф | Драйвер на ночь                                 | Stretch                                  | Стретч                         |
| 2014      | ф | Ширинка                                         | Zipper                                   | Сэм Эллис                      |
| 2014      | ф | Убьём жену Уорда                                | Let's Kill Ward's Wife                   | Дэвид                          |
| 2014      | ф | Биг Стон Гэп                                    | Big Stone Gap                            | Джек Мак                       |
| 2014      | ф | Дом, милый ад                                   | North of Hell                            | Дон Шампейн                    |
| 2015      | ф | Костяной томагавк                               | Bone Tomahawk                            | Артур О'Двайр                  |
| 2015      | с | Фарго                                           | Fargo                                    | Лу Солверсон                   |
| 2016      | ф | Бэтмен против Супермена: На заре справедливости | Batman v Superman: Dawn of Justice       | Президент США                  |
| 2016      | ф | Заклятие 2                                      | The Conjuring 2                          | Эд Уоррен                      |
| 2016      | ф | Основатель                                      | The Founder                              | Ролли Смит                     |
| 2016      | ф | Человек на Кэррион-роуд                         | The Hollow Point                         |                                |
| 2016      | ф | Ловушка                                         | A Kind of Murder                         | Уолтер Стэкхаус                |
| 2018      | ф | Пассажир                                        | The Commuter                             | Алекс Мёрфи                    |
| 2018      | ф | Аквамен                                         | Aquaman                                  | Орм Мариус / Повелитель Океана |
| 2019      | ф | Проклятие Аннабель 3                            | Anabelle: Comes Home                     | Эд Уоррен                      |
| 2019      | ф | В высокой траве                                 | In The Tall Grass                        | Росс Гумбольдт                 |
| 2019      | ф | Мидуэй                                          | Midway                                   | Эдвин Лэйтон                   |
| 2021      | ф | Заклятие 3: По воле дьявола                     | The Conjuring: The Devil Made Me Do It   | Эд Уоррен                      |
| 2022      | ф | Падение Луны                                    | Moonfall                                 | Брайан Харпер                  |
| 2023      | ф | Астрал 5                                        | Insidious 5                              | Джош Ламберт                   |
| 2023      | ф | Аквамен и потерянное царство                    | Aquaman and the Lost Kingdom (DC Comics) | Орм Мариус / Повелитель Океана |
| 2025      | ф | Заклятие 4: Последний обряд                     | Spell 4: The Last Rites                  | Эд Уоррен                      |

## Премии и номинации
- 2004 — номинация на «Золотой глобус» в категории «Лучшая мужская роль второго плана» в сериале «Ангелы в Америке»
- 2004 — номинация на «Эмми» за роль в сериале «Ангелы в Америке»
- 2004 — номинация на Satellite Awards за роль в сериале «Ангелы в Америке»
- 2005 — номинация на Satellite Awards в категории «Лучший актёр в мюзикле» за роль в «Призраке оперы»
- 2006 — премия Young Hollywood Awards за роль в драме «Как малые дети»
- 2006 — номинация на Satellite Awards в категории «Лучший актёр» за роль в драме «Как малые дети»
- 2006 — номинация на Fangoria Chainsaw Awards за роль в фильме «Леденец»
- 2016 — номинация на «Золотой глобус» в категории «Лучшая мужская роль» в сериале «Фарго»